# Blijdorp (stacja metra)
Blijdorp – stacja metra w Rotterdamie, położona na linii  E (niebieskiej). Została otwarta 17 sierpnia 2010. Stacja znajduje się w dzielnicy Blijdorp i jest również stacją w systemie kolei RandstadRail, łączącej Rotterdam z Hagą.